# WK리그 올스타전
WK리그 올스타전(WK League All-Star戰)은 대한민국의 여자 축구 리그인 WK리그의 올스타전이다.

## 같이 보기
- WK리그